# Grafschaft Étampes
Die Grafschaft Étampes (frz.: Comté d’Étampes) wurde von König Philipp III. von Frankreich seinem Sohn Ludwig (1276–1319) als Paragium gegeben. 1327 wurde sie zur Pairie erhoben.
1375 schloss die Gräfin von Étampes, Jeanne de Brienne-Eu, aufgrund finanzieller Schwierigkeiten eine Vereinbarung mit Jean de Valois, duc de Berry. Er gab ihr das benötigte Geld und erhielt im Gegenzug ein Vorkaufsrecht bezüglich ihrer Erbschaft, falls es keine Nachkommen geben sollte. Die Gräfin starb 1389, der Graf im Jahr 1400.
Johann von Berry wiederum hatte zugesagt, die Grafschaft Étampes dem Herzog von Burgund zu hinterlassen, annullierte dieses Versprechen aber wieder 1407, als der die Burgunder seinen Bruder, den Herzog von Orléans ermorden ließ. Die Stadt Étampes wurde von den Bourguignons 1411 erobert, anschließend von den Franzosen zurückgeholt. Philipp der Gute, Herzog von Burgund, wollte die Grafschaft seinem Neffen Johann von Nevers geben, einem Urenkel Johann von Berrys.
Da Étampes ein Paragium war, kehrte die Grafschaft dann aber – nach einem Prozess im Parlament – in die Domaine royal zurück.
Im Jahr 1513 gab Ludwig XII. die Grafschaft an seine Ehefrau, Anne de Bretagne.

## Grafen von Étampes
- Roscelin, Vicomte d’Étampes, Stammvater des Hauses Milly-en-Gâtinais[1]
- Marc, Vicomte d’Étampes (stampensius vicecomes), dessen Sohn
  - Leticie, Dame de Méréville, dessen Tochter; ⚭
- Guy du Puiset, 1108/27 Vicomte d’Étampes

Nach Schwennicke (siehe Stammliste der Kapetinger) gab es im 12. Jahrhundert einen Jean d’Étampes, der mit Eustachia, der Tochter des Königs Philipp I. und der Bertrada von Montfort verheiratet war. Dom Basile Fleureau hingegen führt in seinen Antiquitez de la Ville et du Duché d’Etampes (posthume Ausgabe von 1683) aus, dass Jean d’Étampes weder Graf von Étampes noch Schwiegersohn von Philipp I. war. Seinen Angaben zufolge handelt es sich hier um einen Irrtum François de Belleforests (1530–1583): Jeans Ehefrau Eustache entstamme nicht der königlichen Familie, sondern dem Haus Corbeil.

### Haus Frankreich-Évreux
- 1298–1319: Ludwig von Frankreich (* 1276, † 1319), Sohn von Philipp III. von Frankreich, ⚭ Marguerite d’Artois
- 1319–1336: Karl (* 1305, † 1336), dessen Sohn, ⚭ Maria de La Cerda (um 1319–1375), Tochter von Ferdinand de la Cerda
- 1336–1400: Ludwig (* 1336, † 1400), dessen Sohn, ⚭ Jeanne de Brienne

### Haus Valois
- 1400–1416: Johann (1340 † 1416), Herzog von Berry, Sohn von König Johann II.

Nach seinem Tod wurde Étampes vom Herzog von Burgund weiterverkauft, kehrte aber am Ende eines Prozesses im Parlament in die Domaine royal zurück. Karl VII. gab Étampes als Gegenleistung für geleistete Dienste an Richard von Bretagne.

### Haus Frankreich-Dreux
- 1421–1438: Richard von Bretagne (* 1395, † 1438), Sohn des Herzogs Johann IV. von Bretagne, ⚭ Marguerite d’Orléans, Tochter des Herzogs Ludwig von Orléans
- 1438–1477: Franz (* 1435, † 1488), dessen Sohn, später Herzog Franz II. von Bretagne.

### Haus Graillyu.a.
- 1478–1500: Johann von Foix-Étampes (* 1452, † 1500), Sohn des Grafen Gaston IV. von Foix-Béarn, ⚭ Marie d’Orléans (* 1457, † 1493), Schwester König Ludwigs XII.
- 1491–1506: Engelbert von Kleve (* 1462, † 1506), Sohn von Johann I., Herzog von Kleve, und Elisabeth von Burgund, 1486 in Frankreich naturalisiert, 1490 Titulargraf von Auxerre, 1491 4. Graf von Eu, Rethel und Étampes[3], Pair von Frankreich, 1504 1. Graf von Nevers; ⚭ 1490 Charlotte de Bourbon (* 1474, † 1520), Tochter von Johann II. Graf von Vendôme
- 1500–1512: Gaston von Foix (* 1489, † 1512), Herzog von Nemours, Enkel von Johann von Foix
- 1512–1514: Anne de Bretagne, Ehefrau von Ludwig XII. und Tochter von Franz II. von Bretagne
- 1514–1515: Claude von Frankreich (* 1499, † 1524), deren Tochter, ⚭ König Franz I.
- 1515–1519: Artus Gouffier, † 1519, Großmeister von Frankreich
- 1519–1524: Claude von Frankreich (2. Mal)
- 1524–1526: Domaine royal
- 1526–1534: Jean de La Barre
- 1534–1536: Jean IV. de Brosse; ⚭ 1533 Anne de Pisseleu d’Heilly, Mätresse Franz’ I.

## Herzöge von Étampes
1536 wird Étampes zum Herzogtum erhoben
- 1536–1553: Jean IV. de Brosse († 1564), Graf von Penthièvre (Haus Brosse)
- 1553–1562: Diane de Poitiers (* 1499, † 1566), Geliebte Heinrichs II. (Haus Poitiers-Valentinois)
- 1562–1564: Jean IV. de Brosse, zweites Mal
- 1564–1576: Domaine royal
- 1576–1577: Johann Kasimir von der Pfalz (* 1543, † 1592), Sohn von Kurfürst Friedrich III.
- 1577–1579: Domaine royal
- 1579–1582: Catherine de Guise
- 1582–1598: Margarete von Valois (* 1553, † 1615)
- 1598–1599: Gabrielle d’Estrées (* 1571, † 1599), Geliebte Heinrichs IV.
- 1599–1655: César de Bourbon (* 1594, † 1665), deren Sohn
- 1665–1669: Louis I. de Bourbon (* 1612, † 1669)
- 1669–1712: Louis II. Joseph de Bourbon (* 1654, † 1712)
- 1712–1718: Marie-Anne de Bourbon-Condé (* 1678, † 1718)
- 1718–1752: Louise-Élisabeth de Bourbon-Condé (* 1693, † 1775)
- 1752–1759: Louise Henriette de Bourbon-Conti (* 1726, † 1759)
- 1759–1792: Louis Philippe II. Joseph de Bourbon (* 1747, † 1793)